# پادشاه سورونگ
پادشاه سورونگ (به کره‌ای: 수릉왕) بنیانگذار دودمان پادشاهی گومگوان گایا از کنفدراسیون گایا بوده‌است. تولد وی افسانه و سال آن نامعلوم و درسال ۱۹۹ میلادی از دنیا رفت. او بیشتر به کیم سورو معروف بود و یکی از پادشاهان مشهور کره‌ای بوده که احترام خاصی نزد کره‌ای ها دارد.

## خانواده

### والدین
- پدر: لی بیگا
- مادر: جئونگگیئون موجو

### همسران و فرزندان
- همسر: هئو هوانگ‌اوک
- فرزند: گئودئونگ گئومگوان گایا

## افسانه
بر اساس کتاب سامگوک یوسا (نوشته گاراکگوک گی) سورو یکی از شش پادشاهی است که از داخل تخم مرغی به دنیا آمده‌است. او از تبار آسمان بوده و داخل جعبه‌ای زرین و طلایی با لباس قرمز رنگی دیده شد. سورو از اولین پادشاهانی است که از تخم مرغ به دنیاآمده اند. به غیر از سورو می‌توان از پادشاه جومونگ بنیانگذار دودمان گوگوریو نام برد که توسط یوهوا به دنیا آمد.
او فرمانروای ۶ ایالت اصلی گیوم گوان گایا بود و بر کشتیرانی و استفاده از دریا مصممم بود.
همسر سورو، هئو هوانگ اوک شاهدختی از شهر ایودیا در هند باستان بوده‌است. او با سورو همراه با یک قایق خود را به گایا رساندند. آن‌ها در کل ۱۰ پسر و ۲ دختر داشتند.
امپراتوری شیلا در سال ۷۷ میلادی با ارتشی بسیار بزرگ به رهبری سوک تالهائه چهارمین پادشاه این کشور به گیوم گوان گایا حمله کرد اما پادشاه سورو جلوی حملهٔ او را گرفت.
او در سال ۱۹۹ میلادی احتمالاً در سن ۵۸ سالگی از دنیا رفت. همسرش هئو هوانگ اوک ۱۰ سال پیش از مرگ سورو در سال ۱۸۹ میلادی درگذشت. پادشاه سورو و همسرش در شهر مدرن گیم‌هائه دفن شده‌اند.

## مجموعه تلویزیونی
در سال ۲۰۱۰ میلادی، بنگاه پخش مونهوا یک درام تاریخی با عنوان کیم سورو، امپراتور آهن را تولید کرد که با استقبال زیادی روبرو شد. جی سانگ بازیگر کره ای، نقش سورو را در این درام بازی کرد.